# 芜湖北站
芜湖北站是合杭高速铁路的一座车站，位于中华人民共和国安徽省芜湖市鸠江区汤沟镇。车站由中铁四局建筑公司承建，于2018年10月底开工，2020年6月28日随商杭客运专线合肥至湖州段开通而投入使用。

## 车站结构

### 站房
芜湖北站为线下式站房，外立面以“两江三城，双翼齐飞”为主体。站房长198米、宽67.8米、高23.6米，面积6499平方米。站台两侧的进出站扶梯凸显“翅膀”的意向，寓意长江两岸共同发展、共同繁荣。车站设有2个售票厅，暂不启用人工窗口，其中北售票厅设有7台自助售取票机和1个服务台；南售票厅暂不启用，预留6个自助售取票机。候车厅内设有2个检票口，每个检票口各设7台验检合一闸机。

### 站场
芜湖北站站场位于高架上，为2台4线布置。
| 侧式站台 |                                     |
| 1站台    | 合杭高速铁路 往杭州东方向（芜湖站） |
| 正线     | 合杭高速铁路 下行列车               |
| 正线     | 合杭高速铁路 上行列车               |
| 2站台    | 合杭高速铁路 往合肥方向（含山南站） |
| 侧式站台 |                                     |
| 站房     | 售票、候车、检票、出站              |

## 接驳交通
芜湖北站通过6条站场道路与通江大道相连。车站北广场面积43538平方米，设有公交站场、社会停车场、出租车场及电动汽车租赁站等设施。芜湖公交公交54路、55路、56路、57路A、57路B、59路可抵达芜湖北站。